# Pequi
Pequi is een gemeente in de Braziliaanse deelstaat Minas Gerais. De gemeente telt 4.504 inwoners (schatting 2009).

## Aangrenzende gemeenten
De gemeente grenst aan Fortuna de Minas, Maravilhas, Onça de Pitangui en São José da Varginha.